# Западно-Салымское нефтяное месторождение
Западно-Салымское — нефтяное месторождение в России. Расположено в Ханты-Мансийском автономном округе. Открыто в 1987 году. Месторождение разрабатывается компанией Салым Петролеум Девелопмент Н.В.
Начальные запасы нефти оцениваются 82 млн тонн.
Месторождение относится к Западно-Сибирской провинции.